# Alfredo Sainati
Alfredo Sainati (1868 – 1936) fue un actor y director teatral, además de intérprete cinematográfico, de nacionalidad italiana.

## Biografía
Nacido en Sestri Ponente, Génova (Italia), en el seno de una familia de artistas, actuó por vez primera en brillantes papeles junto a Tina Di Lorenzo y en personajes más dramáticos junto a Ermete Zacconi. Su fama se debe principalmente a haber formado con su esposa Bella Starace Sainati la Compagnia del Grand-Guignol, que llevó a Italia el género teatral del mismo nombre. 
Hizo su debut en Roma, en el Teatro Metastasio, en 1908. La compañía siguió representando por Italia hasta su disolución en 1928.
La "Compagnia italiana del Grand Guignol" representó en 1914 el texto teatral de Luigi Chiarelli titulado "Extra Dry", drama en un acto, el cual se adaptó en el mismo año al cine "Extra-dry: Carnevale 1910 - Carnevale 1913".
Alfredo Sainati falleció en Bertinoro, Italia, en 1936.

## Filmografía
- Maestro Landi, de Giovacchino Forzano (1935)